# Gun Barrel City, Texas
Gun Barrel City là một thành phố thuộc quận Henderson, tiểu bang Texas, Hoa Kỳ. Năm 2010, dân số của xã này là 5672 người.

## Dân số
- Dân số năm 2000: 5145 người.
- Dân số năm 2010: 5672 người.